# KhAB-500
Le KhAB-500 est le nom provisoire d'une série de bombes aériennes de la Seconde Guerre mondiale développées par l'armée de l'air soviétique pour livrer des armes chimiques.

## Histoire et conception
Les KhAB-500 étaient généralement remplis d'ypérite (R-5) ou de phosgène (R-10). Il avait un diamètre de 450 mm et une longueur d'environ 2,4 mètres. Son poids chargé était d'environ 290 kg dont environ 170 kg d'agent chimique et de 1,1 à 1,6 kg de charge d'éclatement fusionnée par impact.
Lors de la détonation, le KhAB-500 R-10 créerait un nuage de gaz hémisphérique d'un rayon de 20-25 m. Dans des conditions météorologiques idéales, le nuage de phosgène pourrait produire des effets médicaux graves jusqu'à 500 mètres sous le vent.
Le KhAB-500 était transporté par des avions de l'ère soviétique. 
La bombe a été retirée du service à la suite de la Convention sur les armes chimiques au début des années 1990.

## Sources et références
- (en) Cet article est partiellement ou en totalité issu de l’article de Wikipédia en anglais intitulé « KhAB-500 » (voir la liste des auteurs).

1. 1 2 3  David R Jones, The Military Encyclopedia of Russia and Eurasia, Vol. 8, Gulf Breeze, FL, Academic International Press, 1978, 161–170 p. (ISBN 0-87569-198-6)
2. ↑  Anthony H. Cordesman, After The Storm: The Changing Military Balance in the Middle East, Bloomsbury Publishing, 6 octobre 2016, 145– (ISBN 978-1-4742-9256-6, lire en ligne)